# John Allen
John L. Allen, Jr. (ur. 1965) – dziennikarz specjalizujący się w sprawach Kościoła katolickiego. Od sierpnia 1997 jest korespondentem National Catholic Reporter (USA) oraz komentuje wydarzenia z Watykanu dla CNN i NPR.

## Publikacje
Oprócz artykułów prasowych, Allen jest także autorem kilku książek, m.in. dwóch o Benedykcie XVI (zostały one przetłumaczone na język polski), a także książki o Opus Dei.